# 妳是我的姐妹 (台灣電視劇)
《妳是我的姐妹》是台灣偶像劇，八大戲劇台首播，串流上架平台包含中華電信MOD、Hami Video影劇館+。11月9日完結。

## 劇情及演員
尤未來(演員温貞菱)及尤寶茜(演員李霈瑜)兩姊妹的人生及家庭關係的發展是劇情的要素之一，結局講述著個人價值的重要。

## 註解
1. ↑  角色及劇情詳細介紹請閱官方網站八大電視網-妳是我的姐妹